# Temporada 2023-2024 de la Liga de Béisbol Profesional de la República Dominicana
La temporada 2023-24 de la Liga de Béisbol Profesional de la República Dominicana (Copa BanReservas del campeonato de béisbol otoño-invernal 2023-24 por motivos de patrocinio). Fue la 69.ª edición de este torneo. Esta temporada esta dedicado a la comunicadora Onfalia Morillo Messina. La Serie Regular inició el 19 de octubre del 2023 y terminó 23 de diciembre de 2023. El Round Robin inicio el 28 de diciembre de 2023 y finalizó el 18 de enero de 2024. La Serie Final duro desde el 20 hasta el 27 de enero de 2024, en la cual los Tigres del Licey se convirtieron en campeones por segundo año consecutivo ante las Estrellas Orientales. De esta manera, los Tigres del Licey ganaron su corona 24 desde su incorporación a la LIDOM desde 1951 hasta ahora.

## Equipos participantes
| Equipo               | Mánager           | Ciudad                   | Estadio                         | Capacidad |
| -------------------- | ----------------- | ------------------------ | ------------------------------- | --------- |
| Tigres del Licey     | Gilbert Gómez     | Santo Domingo            | Estadio Quisqueya Juan Marichal | 14,469    |
| Leones del Escogido  | Víctor Estévez    | Santo Domingo            | Estadio Quisqueya Juan Marichal | 14,469    |
| Estrellas Orientales | Fernando Tatís    | San Pedro de Macorís     | Estadio Tetelo Vargas           | 8,000     |
| Águilas Cibaeñas     | José Leger        | Santiago                 | Estadio Cibao                   | 18,077    |
| Águilas Cibaeñas     | Tony Peña         | Santiago                 | Estadio Cibao                   | 18,077    |
| Gigantes del Cibao   | Wellington Cepeda | San Francisco de Macorís | Estadio Julián Javier           | 12,000    |
| Toros del Este       | Mendy López       | La Romana                | Estadio Francisco Micheli       | 10,000    |

## Derechos de televisión
Las transmisiones en cada juego están a cargo de la siguiente manera:
- CDN Deportes, Coral 39, Digital 15, Canal 25, Canal 53, RTVD 4,  Colimdo TV Canal 88 (Televisión Abierta)
- Claro TV, Altice TV (Televisión por Cable)
- MLB.tv (Streaming)

## Serie Regular

### Tabla de posiciones
- Actualizadas al 23 de diciembre de 2023.[8]

| Temporada Regular    | Temporada Regular | Temporada Regular | Temporada Regular | Temporada Regular | Temporada Regular | Temporada Regular | Temporada Regular | Temporada Regular | Temporada Regular | Temporada Regular | Temporada Regular | Temporada Regular |
| Equipo               | JJ                | JG                | JP                | Ave.              | Dif.              | Racha             | Últ. 10           | Local             | Visitante         | CA                | CP                | Dif.              |
| -------------------- | ----------------- | ----------------- | ----------------- | ----------------- | ----------------- | ----------------- | ----------------- | ----------------- | ----------------- | ----------------- | ----------------- | ----------------- |
| Gigantes del Cibao   | 49                | 29                | 20                | .592              | 0.00              | G-1               | 7-3               | 12-11             | 16-9              | 227               | 191               | +36               |
| Estrellas Orientales | 50                | 29                | 21                | .580              | 0.50              | G-3               | 7-3               | 14-11             | 15-10             | 232               | 210               | +22               |
| Leones del Escogido  | 50                | 26                | 24                | .520              | 3.50              | G-1               | 4-6               | 13-12             | 13-12             | 243               | 229               | +14               |
| Tigres del Licey     | 50                | 25                | 25                | .500              | 4.00              | P-2               | 4-6               | 11-14             | 14-11             | 214               | 240               | -26               |
| Águilas Cibaeñas     | 50                | 22                | 28                | .440              | 7.50              | P-1               | 6-4               | 10-15             | 12-13             | 227               | 270               | -43               |
| Toros del Este       | 49                | 18                | 31                | .367              | 11.00             | P-6               | 2-8               | 8-17              | 10-14             | 207               | 210               | -3                |

|  |                                     |
|  | Clasificados al Todos Contra Todos. |

|  |                                      |
|  | Eliminado de la Temporada 2023-2024. |

### Temporada Regular
- Actualizadas al 23 de diciembre de 2023.[8]

| Stat | Jugador                   | Equipo | Total |
| ---- | ------------------------- | ------ | ----- |
| AVG  | Ronny Simon               | TE     | .329  |
| H    | Ronny Simon Erik González | TE LE  | 54    |
| 2B   | Ronny Simon Franmil Reyes | TE LE  | 11    |
| 3B   | Héctor Rodríguez          | LE     | 4     |
| HR   | Franmil Reyes             | LE     | 9     |
| CI   | Franmil Reyes             | LE     | 34    |
| BR   | Vidal Bruján              | EO     | 24    |
| CA   | Ronny Simon               | TE     | 36    |
| TB   | Franmil Reyes             | LE     | 103   |

| Stat | Jugador        | Equipo | Total |
| ---- | -------------- | ------ | ----- |
| V    | Dan Altavilla  | TL     | 4     |
| EFE. | Paolo Espino   | TE     | 2.40  |
| SO   | Paolo Espino   | TE     | 49    |
| SV   | Jairo Ascencio | TL     | 13    |

## Jugador de la Semana

### Bateadores
| Semana   | Pos. | Jugador           | Equipo |
| -------- | ---- | ----------------- | ------ |
| Semana 1 | LF   | Mel Rojas Jr.     | TL     |
| Semana 2 | SS   | Julio Carreras    | GC     |
| Semana 3 | IF   | Pablo Reyes       | TE     |
| Semana 4 | IF   | Henry Urrutia     | GC     |
| Semana 5 | LF   | Mel Rojas Jr.     | TL     |
| Semana 6 | 3B   | Christopher Morel | AC     |
| Semana 7 | OF   | Franmil Reyes     | LE     |
| Semana 8 | IF   | Miguel Sanó       | EO     |

### Lanzadores
| Semana   | Pos. | Jugador         | Equipo |
| -------- | ---- | --------------- | ------ |
| Semana 1 | SP   | Ronald Medrano  | GC     |
| Semana 2 | LHP  | Raúl Valdés     | TE     |
| Semana 3 | RHP  | Paolo Espino    | TE     |
| Semana 4 | RHP  | Paolo Espino    | TE     |
| Semana 5 | RHP  | Paolo Espino    | TE     |
| Semana 6 | RHP  | Daniel Lynch    | LE     |
| Semana 7 | RHP  | Gerson Garabito | AC     |
| Semana 8 | RHP  | Tyler Alexander | LE     |

## Round Robin

### Tabla de posiciones
- Actualizadas al 18 de enero de 2024.[8]

| Round Robin          | Round Robin | Round Robin | Round Robin | Round Robin | Round Robin | Round Robin | Round Robin | Round Robin | Round Robin | Round Robin | Round Robin | Round Robin |
| Equipo               | JJ          | JG          | JP          | Ave.        | Dif.        | Racha       | Últ. 10     | Local       | Visitante   | CA          | CP          | Dif.        |
| -------------------- | ----------- | ----------- | ----------- | ----------- | ----------- | ----------- | ----------- | ----------- | ----------- | ----------- | ----------- | ----------- |
| Estrellas Orientales | 18          | 11          | 7           | .611        | 0.00        | G-1         | 4-6         | 6-3         | 5-4         | 58          | 55          | +3          |
| Tigres del Licey     | 18          | 10          | 8           | .556        | 1.00        | G-2         | 5-5         | 6-3         | 4-5         | 75          | 72          | +3          |
| Leones del Escogido  | 18          | 8           | 10          | .444        | 3.00        | P-2         | 5-5         | 4-5         | 4-5         | 82          | 71          | +11         |
| Gigantes del Cibao   | 18          | 7           | 11          | .389        | 4.00        | P-1         | 6-4         | 5-4         | 2-7         | 78          | 95          | -17         |

|  |                                |
|  | Clasificados a la Serie Final. |

|  |                                    |
|  | Eliminado de la Temporada 2023-24. |

## Serie Final
Serie final programada a siete partidos desde el 20 hasta el 27 de enero de 2024. El primero que gane 4 de 7 juegos será el campeón nacional.
Huso horario: EST (UTC-04:00)
| Final - 20 al 27 de enero | Final - 20 al 27 de enero | Final - 20 al 27 de enero | Final - 20 al 27 de enero       | Final - 20 al 27 de enero | Final - 20 al 27 de enero | Final - 20 al 27 de enero                                 | Final - 20 al 27 de enero |
| Visitante                 | Resultado                 | Home Club                 | Estadio                         | Fecha                     | Hora                      | TV                                                        | Streaming                 |
| ------------------------- | ------------------------- | ------------------------- | ------------------------------- | ------------------------- | ------------------------- | --------------------------------------------------------- | ------------------------- |
| Tigres del Licey          | 5-7                       | Estrellas Orientales      | Estadio Tetelo Vargas           | 20 de enero               |                           | Coral - Colimdo TV Canal 88 Claro TV                      | MLB.tv                    |
| Estrellas Orientales      | 4-0                       | Tigres del Licey          | Estadio Quisqueya Juan Marichal | 21 de enero               |                           | Digital 15 - Telemicro Internacional Claro TV - Altice TV | MLB.tv                    |
| Tigres del Licey          | 5-0                       | Estrellas Orientales      | Estadio Tetelo Vargas           | 22 de enero               |                           | Coral - Colimdo TV Canal 88 Claro TV                      | MLB.tv                    |
| Estrellas Orientales      | 1-3                       | Tigres del Licey          | Estadio Quisqueya Juan Marichal | 23 de enero               |                           | Digital 15 - Telemicro Internacional Claro TV - Altice TV | MLB.tv                    |
| -                         | -                         | -                         | -                               | 24 de enero               | -                         | -                                                         | -                         |
| Tigres del Licey          | 4-1                       | Estrellas Orientales      | Estadio Tetelo Vargas           | 25 de enero               |                           | Coral - Colimdo TV Canal 88 Claro TV                      | MLB.tv                    |
| Estrellas Orientales      | 4-3                       | Tigres del Licey          | Estadio Quisqueya Juan Marichal | 26 de enero               |                           | Digital 15 - Telemicro Internacional Claro TV - Altice TV | MLB.tv                    |
| Tigres del Licey          | 3-2                       | Estrellas Orientales      | Estadio Tetelo Vargas           | 27 de enero               |                           | Coral - Colimdo TV Canal 88 Claro TV                      | MLB.tv                    |

|                                                 |
| Campeón Tigres del Licey Vigesimo cuarto titulo |

## Líderes

### Premios individuales
| Premio                                | Jugador/Manager   | Equipo              |
| ------------------------------------- | ----------------- | ------------------- |
| Novato del Año                        | Héctor Rodríguez  | Leones del Escogido |
| Lanzador del Año                      | Paolo Espino      | Toros del Este      |
| Caballero del Año                     | Christopher Morel | Águilas Cibaeñas    |
| Ejecutivo del Año                     | Luis Urueta       | Gigantes del Cibao  |
| Dirigente del Año                     | Wellington Cepeda | Gigantes del Cibao  |
| Jugador Más Valioso                   | Ronny Simon       | Toros del Este      |
| MVP del Round Robin                   | Emilio Bonifacio  | Tigres del Licey    |
| Jugador Más Valioso de la Serie Final | Gustavo Núñez     | Tigres del Licey    |